# Dieselmechanische aandrijving

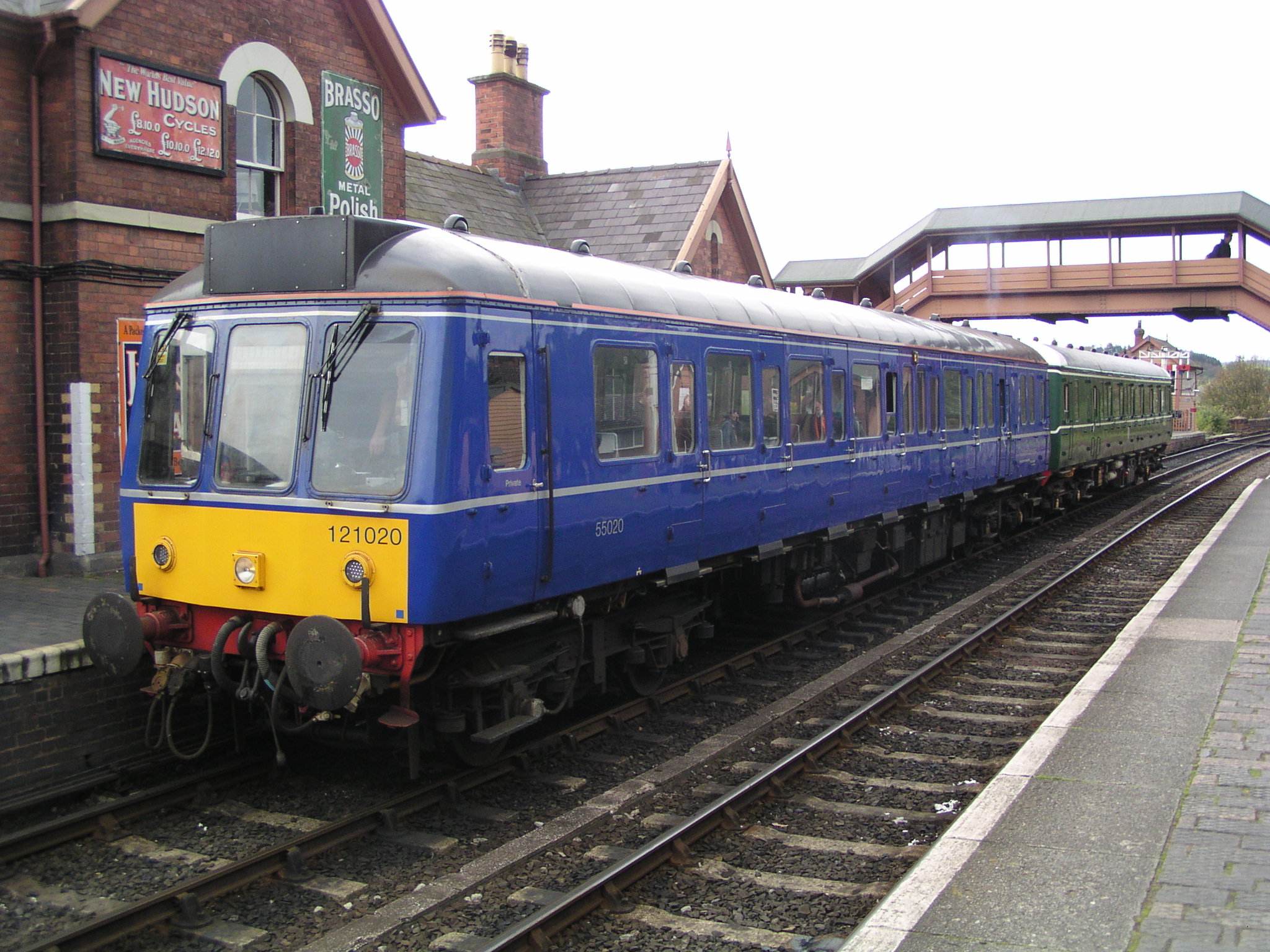
Dieselmechanisch treinstel van de Britse spoorwegen

Dieselmechanische aandrijving is een wijze van het aandrijven van voertuigen en vaartuigen waarbij het vermogen van een dieselmotor (al dan niet via een versnellingsbak) direct (mechanisch) wordt overgebracht op assen, schroeven of wielen.
Bij auto's is deze transmissievorm de meest gebruikelijke, maar bij zwaardere voertuigen (met name locomotieven en treinstellen) en bij schepen is deze minder geschikt, onder meer doordat de eisen aan een mechanische overbrenging zeer zwaar worden bij grote vermogens en een getrapte regeling het vermogen van de dieselmotor niet volledig kan benutten. Hier gebruikt men een aandrijving met indirecte overbrenging, hetzij dieselelektrisch, hetzij dieselhydraulisch.
Een voorbeeld van een trein met een dieselmechanische overbrenging is de Talent, of de OmBC's van de NS uit de jaren 1920 en 1930.